# Арктур
Аркту́р, Альрамех, Азимех, Коланца, Альфа Волопаса (лат. α Boötis), 16 Волопаса (лат. 16 Boötis), HD 124897 — одиночная звезда в созвездии Волопаса на расстоянии (вычисленном из значения параллакса) приблизительно 37,3 светового года (11,4 парсека) от Солнца. Возраст звезды определён как около 7,1 млрд лет.
Самая яркая в созвездии Волопаса и в Северном полушарии и четвёртая по яркости звезда ночного неба после Сириуса, Канопуса и системы Альфа Центавра. Входит в звёздный поток Арктура.

## Характеристики
Арктур — оранжевый гигант спектрального класса K1,5IIIFe-0,5, или K0. Видимая звёздная величина звезды — −0,05m. Масса — около 1,3 солнечной, радиус — около 25,4 солнечного, светимость — около 215 солнечных. Эффективная температура — около 4251 K.
В 1997 году по результатам наблюдений спутника Hipparcos было установлено, что у Арктура есть близкий и яркий компаньон со звёздной величиной +3,5m, удалённый от него на 0,3 угловой секунды. Однако более поздние исследования не подтвердили это открытие. В настоящее время Арктур считается одиночной звездой.

## Условия наблюдения
Арктур является одной из самых ярких звёзд на небе, и найти его несложно. Виден в любой точке земного шара к северу от 71° южной широты вследствие своего небольшого северного склонения. В Южном полушарии он виден в северной части неба в конце лета, осенью и в начале зимы (с февраля по июнь); в Северной Африке и в Центральной Америке он проходит близ зенита; в Европе и Северной Америке Арктур восходит на северо-востоке, проходит верхнюю кульминацию в южной части неба и заходит на северо-западе.
На территории России Арктур виден круглый год; наилучшие условия наблюдения весной и в первой половине лета. С апреля по июнь звезда находится высоко над горизонтом в южной части неба, а во второй половине лета — в юго-западной. Осенью Арктур находится низко над горизонтом на западе и северо-западе вскоре после захода Солнца или незадолго до восхода перед Солнца на востоке и северо-востоке. Зимой Арктур можно увидеть поздней ночью и под утро. Любопытно, что так как Арктур расположен существенно севернее эклиптики, в средних широтах Северного полушария он, хоть и заходит за горизонт, не скрывается в лучах Солнца. Севернее 71° северной широты Арктур является незаходящей звездой.
Чтобы найти Арктур на небе, нужно проложить дугу через три звезды ручки ковша Большой Медведицы — Алиот, Мицар, Бенетнаш (Алькаид). Дуга упирается в яркую оранжевую звезду. Это и есть Арктур. Если продолжить дугу дальше, можно найти Спику — ярчайшую звезду созвездия Девы. Продолжение дуги в низких широтах указывает на созвездие Центавра.

## Физические характеристики

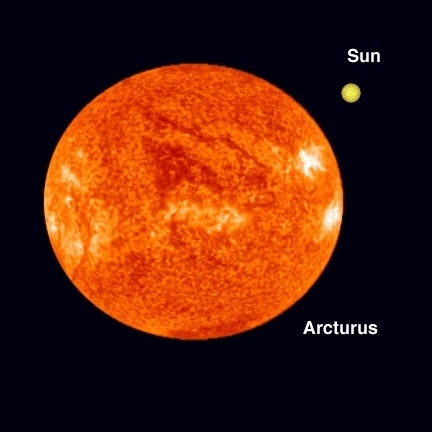
Сравнение размеров Арктура и Солнца

Сравнение размеров Антареса, Арктура, Солнца и орбиты Марса

Арктур является гигантом спектрального класса K1,5 IIIpe. Буквы «pe» (от англ. peculiar emission) означают, что спектр звезды нетипичен и в нём присутствуют эмиссионные линии.
В оптическом диапазоне Арктур ярче Солнца более чем в 110 раз, полная (болометрическая) светимость Арктура с учётом инфракрасной части спектра составляет 180 солнечных.
По данным спутника Hipparcos, Арктур удалён от Земли на расстояние 36,7 светового года (11,3 парсека), довольно близко по космическим масштабам. Из наблюдений спутника предполагается, что Арктур — переменная звезда, его блеск изменяется на 0,04 звёздной величины каждые 8,3 дня. Как и для большинства красных гигантов, причиной переменности является пульсация поверхности звезды.
Считается, что Арктур — старая звезда галактического диска и движется в пространстве в группе вместе с 52 подобными звёздами, из которых состоит поток Арктура. Радиус — 25,7 ± 0,3 радиуса Солнца, температура поверхности — 4300 K. Точная масса звезды неизвестна, но скорее всего близка к солнечной массе (в пределах 1,1+0,6
−0,4 {\displaystyle M_{\odot }}). Арктур сейчас находится на той стадии звёздной эволюции, в какой Солнце будет в будущем — в фазе красного гиганта.
Звезда отличается сравнительно низкой металличностью — от 17 % до 32 % в сравнении с металличностью Солнца. Арктур, вероятно, старая звезда населения II. Его возраст составляет около 7,1 миллиарда лет (но не более 8,5 млрд).

## История
Арктур был первой звездой кроме Солнца, которую удалось увидеть днём с помощью телескопа. Сделал это в марте 1635 года французский астроном и астролог Жан-Батист Морен с помощью полуторафутового телескопа и планисферы с алидадой. Морен так описывал своё наблюдение:

На следующий же день в тот же час и при очень ясном небе снова направил телескоп на Арктур и наблюдал его, пока блеск взошедшего Солнца не осветил западную часть. Тогда немного померк, чтобы наплыв радости снова не помешал делу. Тем не менее, когда рассеянный дух оживился, а буря радости улеглась, я спокойно удерживал звезду в телескопе больше чем полчаса после восхода Солнца, пока, ослабев, она не пропала из телескопа.
Оригинальный текст (лат.)Die igitur sequenti eadem hora, Cœloque valde sereno, rursus Tubum ad Arcturum collineaui, illamque in Tubo seruaui, donec Solis exorti splendor mihi ex parte Occidentis appareret. Parum tunc abfuit quin gaudij mei impetus totum rursus negotium interturbarit. Nihilominus spiritibus sese nimium diffundentibus subito reuocatis, sedataq; gaudij tempestate; tranquillo animo stellam in Tubo continui, plusquam per dimidiam horam a Solis exortu: tuncq; in ipso tubo præ exilitate disparuit.

Арктур — первая звезда, у которой ещё в 1718 году Эдмонд Галлей обнаружил явное движение в пространстве. Собственное движение Арктура весьма велико — больше, чем у любой другой звезды первой величины, за исключением α Центавра. Угловое расстояние в 30′ (видимый поперечник Луны) Арктур проходит примерно за 800 лет.

## Происхождение
Арктур, как и более пятидесяти других звёзд, находится в потоке Арктура, объединяющем разные по возрасту и уровню металличности звёзды, движущиеся со сходными скоростью и направлением. Учитывая высокие скорости движения звёзд, не исключено, что в прошлом они были захвачены и поглощены Млечным Путём вместе со своей родительской галактикой. Поэтому и Арктур — одна из самых ярких и сравнительно близких к нам звёзд, — возможно, имеет внегалактическое происхождение.

## Название
Имя звезды происходит от др.-греч. Ἀρκτοῦρος, < ἄρκτου οὖρος, «Страж Медведицы». По одной из версий древнегреческой легенды, Арктур отождествляется с Аркадом, который был помещён на небо Зевсом, чтобы охранять свою мать — нимфу Каллисто, превращённую Герой в медведицу (созвездие Большой Медведицы). По другой версии Аркад — это созвездие Волопаса, ярчайшей звездой которого является Арктур.
В арабской традиции Арктур — одна из двух звёзд, называемых аль-симак «вознесёнными» (другая — «Спика»). Арктур указан как السماك الرامح Ас-симак ар-рамих «Вознесённая Копейщика». Термин Аль-симак аль-рамих появился в каталоге Мухаммада ал-Ахсаси аль-Муаккит (Muḥammad al-Akhṣāṣī al-Muwaqqit) и был переведён на латынь как Al Simak Lanceator.
Это имя было по-разному латинизировано в прошлом, что привело к таким вариантам, как Арамек и Азимех. Например, имя Альрамих используется в «Трактате об астролябии» Джефри Чосера (1391). Другое арабское имя — Харис ас-сама. Произошло от حارس السماء (Харис аль-сама) — «страж небес», или حارس الشمال (Харис аль-шамаль) — «страж севера».
По-гавайски Арктур называется Хокулеа (гав. Hōkūle’a) — «звезда счастья», на Гавайских островах она кульминирует почти точно в зените. Древние гавайские мореплаватели ориентировались по её высоте, когда плыли на Гавайи.

## Ближайшее окружение звезды
Следующие звёздные системы находятся на расстоянии в пределах 20 световых лет от Арктура:
| Звезда           | Спектральный класс | Расстояние, св. лет |
| ---------------- | ------------------ | ------------------- |
| η Волопаса       | G0 IV / ?          | 03,3                |
| BD+19 2881       | K2 V / ?           | 05,8                |
| GJ 1179          | M4 V / DC9 /VII    | 06,0                |
| Росс 52          | M3,5 V / M5 V      | 06,9                |
| CD Волопаса      | M0-2 Ve / ?        | 07,4                |
| Вольф 497        | M1 V               | 07,7                |
| HIP 67593        | ?                  | 07,9                |
| Росс 837         | M3 V               | 08,3                |
| BD+17 2611       | M0-3 V             | 09,1                |
| LP 271-25        | M9 V               | 09,2                |
| β Волос Вероники | F9,5-G0 V          | 12                  |
| Diadem           | F5 V / ? F5 V      | 15                  |
| τ Волопаса       | F6-7 V-IV / M2 V   | 15                  |
| γ Змеи           | F6 V / ?           | 15                  |
| ξ Волопаса       | G8 Ve / K4 Ve      | 15                  |
| σ Волопаса       | F3 Vw              | 16                  |
| λ Змеи           | G0 V / ?           | 16                  |
| HR 5273          | G8 V / ?           | 19                  |

## В культуре
- В романе Станислава Лема «Возвращение со звёзд» астронавты возвращаются на Землю после путешествия, в котором они посетили систему Арктур, где погибла часть экипажа.
- В «Путешествии Алисы» Кира Булычёва упомянуты рептилии с Арктура.
- Действие романов Гордона Диксона «Чужаки с Арктура» и «Посадка на Арктур» происходит в системе Арктура.
- В классическом научно-фантастическом романе Дэвида Линдсея «Путешествие к Арктуру» действие происходит на планете Торманс, вращающейся вокруг Арктура.
- Упоминается в рассказах Говарда Филлипса Лавкравта «Полярис» и «За стеной сна».
- В кинофильме «Пассажиры» звездолёт пролетает вблизи звезды и пассажиры приглашаются на смотровую площадку, чтобы насладиться видом поверхности Арктура.
- В играх серии «Mass Effect» присутствует космическая станция людей «Арктур», находящаяся в системе этой звезды.
- Группа Arcturus названа в честь этой звезды.